# ケンドリック・ジョンソン事件
ケンドリック・ジョンソン事件とは、アメリカ合衆国・ジョージア州の高校で発生した死亡事件。
2013年1月11日、ケンドリック・ラマー・ジョンソン (英: Kendrick Lamar Johnson、1995年10月10日 - 2013年1月10日) の遺体が発見された。ジョンソンはアメリカ合衆国ジョージア州バルドスタのラウンズ・ハイスクールの生徒だったが、遺体が発見された場所は、その体育館の中に縦向きに置かれていた丸めたマットの中だった。最初に行われた捜査と検死では、ジョンソンの死の原因は事故という結論になった。しかし、ジョンソンの家族が病理学者を私的に雇い、2度目の検死を行ったところ、ジョンソンは鈍的外傷によって死亡したという結論になった。2013年10月31日、ジョージア州中部地方検事はジョンソンの死について正式に再調査を開始すると宣言した。2016年6月20日、司法省はジョンソンの死に関する犯罪の告発は行わないと宣言した。ジョンソンの家族は38名に対して1億ドルの民事訴訟を起こした。この民事訴訟では、ジョンソンの死は他殺であり、被告が共謀して他殺であることを隠蔽したと主張されていた。この訴訟は後に撤回された。裁判官はジョンソン一家とその代理人に対し、被告へ29万2千ドル以上の弁護士費用を支払うことを命じた。裁判官はジョンソン一家とその代理人が、自分たちの主張を支持する証拠を捏造したとして非難した。

## ジョンソンの死

### 初期の捜査
2013年1月11日、高校の体育館の中に置かれたレスリング用のマットの中で、ジョンソンが頭を下にして逆様になった状態で発見された。生徒が固めて置かれていたマットの上によじ登ったところ、そこでジョンソンの遺体を発見した。マットはどれも立てて置かれており、丸めた状態での高さは約180 cm、横幅は約90 cmだった。ジョージア州捜査局 (GBI) による検死では、ジョンソンは体位性窒息により死亡したと報告され、ラウンズ郡保安官事務所は死の原因を事故死と判断した。
ジョンソンは靴を探しているときにマットの中に転落し、マットから出られなくなって死亡したという仮説が立てられた。3人の生徒が、一部の生徒には靴を丸めたマットの後ろや下に保管する習慣があると捜査官に伝えた。発見されたとき、ジョンソンは靴を履いていなかった。ある生徒はジョンソンとアディダスの靴を一緒に使っていたと語り、体育の授業の後、ジョンソンはいつもマットの方へ向かい、丸めたマットの中央の穴の中に靴を跳躍しながら投げ入れていたと述べた。 
ラウンズ郡保安官事務所の捜査を率いた保安官は、事故以外が起きたことを示す確実な証拠は見つからなかったと述べた。ジョンソンの家族はこの説に異議を唱えた。捜査の結果に不満があった家族は独自に検死を依頼した。こうして、6月15日、ウィリアム・R・アンダーソン (英: William R. Anderson) 医師はフロリダ州ヒースローの企業であるフォレンシック・ディメンションズ (英: Forensic Dimensions) とともに検死を実施した。アンダーソンは、検死の結果、首の右側と柔組織に鈍的外傷の形跡が見られると主張し、死の原因は事故でないという説を唱えた。

## その後の出来事と訴訟
私的に雇った病理学者の見解が明らかになると、ジョンソンの家族はジョンソンは殺害されたと考えていると発言した。家族は弁護士のベンジャミン・クランプ (英: Benjamin Crump) に仕事を依頼した。2013年10月31日、ジョージア中部地方検事はジョンソンの死について正式に再調査すると宣言した。ベンジャミン・クランプがジョンソンの両親の代理人としてジョージア州の地方裁判所にジョージア州での法廷手続きを申し込んだが決定されなかった。その後、クランプはジョンソンの家族の代理人を辞任し、それからこの事件には関わっていない。
ジョンソンの家族は検視官によるジョンソンの死の調査を開始させるために提訴した。裁判官は決定を遅らせ、地方検事の再調査の結果を待って保留とした。すると、家族はジョージア州知事に代わりに即座に調査を命令するように求めた。その後、ジョンソン一家は全米黒人地位向上協会や他の政治活動家とともに、アトランタの州会議事堂で決起集会を開いた。州知事室は地方検事の報告を待つという声明を出した。

### 遺体
独自の検死により別のことも判明した。ジョンソンの遺体に新聞紙が詰め込まれていたのである。GBIの検死の後に遺体の処理を行った葬儀店は、検視官からジョンソンの臓器を受け取っていないと述べた。葬儀店の経営者によれば、ジョンソンの内臓は自然の作用で腐敗し、遺体がバルドスタに送還される前に検死解剖の担当者により廃棄されたという。葬儀店は遺体に残った空洞に新聞紙を詰めた。葬儀店の経営者は、残った空洞にこのように詰物をするのは標準的な慣例であると述べ、この目的で綿やおがくずも使用できると説明した。ジョンソンの家族は取締機関とともに葬儀店の経営者に対して提訴した。
その後のジョージア州長官室による調査により、葬儀店は最良の手法をとっておらず、新聞紙よりも適切な素材があることが判明した。それにもかかわらず、調査では葬儀店はいかなる犯罪も犯してはいないという結果になった。州長官のスポークスマンは、調査により葬儀店はいかなる法にも違反していないと判明したと述べた。その後、ジョンソンの家族は葬儀店に対して民事訴訟を起こし、損害賠償を求めた。
ジョンソンの家族はジョンソンの遺体を再び掘り返すことを要求し、その要求はバルドスタ市当局に認められた。2018年6月22日、ジョンソンの遺体が掘り返された。

### 監視カメラの映像
2013年11月、体育館の区域を映した35台の監視カメラの290時間分の映像が、裁判所の請求の後にCNNに公開された。CNNは科学捜査の専門家の協力を得た。専門家は、2台のカメラでは65分間の映像が消失しており、別のカメラは130分間の映像が消失していることを見出した。しかし、時間の空白に見えたものは、監視カメラシステムが互いに同期していないことが原因と判明した。独立した監視カメラシステムの間で、同じ時間でタイムスタンプに20分間もの差が生じており、これにより空白がないところに空白があるように見えたのである。監視カメラの映像の消失は他にも確認されたが、こちらは監視カメラの視界の範囲に動くものがなかったことが原因で生じた。監視カメラシステムは光の変化に反応して録画のオン・オフを切り替える。これにより、監視カメラは物の動きに反応して動作するようになっていた。ジョンソンの遺体が発見された体育館のマットを保管する場所は、全ての監視カメラの視界の外にあった。
ジョンソン一家の代理人が、監視カメラの映像が隠蔽工作の一環として編集されたのではないかという懸念を表明した。バルドスタ・デイリー・タイムズによる監視カメラシステムの詳細な分析により、監視カメラの映像に見られた異常が解明されたため、隠蔽工作が行われたという見解には強い疑念が投げかけられた。南部キリスト教指導者会議のバルドスタ・ラウンズ郡支部の支部長と、その支部の前主任調査員の両名は、ジョンソン一家の代理人は発言が全く誠実でないと評し、この事件に隠蔽工作は行われていないと述べた。

### 事件に関する訴訟
ジョンソンの家族はラウンズ郡教育委員会、教育委員会の委員長、そして高校の校長に対して不法死亡訴訟を起こした。訴訟の内容は、ジョンソンは2013年1月10日に激しい暴行を受けて重傷を負い、多大な肉体的・精神的苦痛に苦しみ、侮辱を受け、生命を失ったというものだった。訴訟では事件に関係がある疑いのある人物の名前は出さず、加害者と思われる人物の人種も特定しなかったが、ジョンソンが襲われたのは人種の問題が関係していると暗に言及していた。訴訟の内容によれば、被告には過失があり、ジョンソンの人種に基づく平等の保護に対する憲法上の権利を侵害したという。また、以前にジョンソンが白人の生徒から度々乱暴されて苦しめられていたという報告があったにもかかわらず、被告はその報告を無視したとされる。ジョンソンは死亡する14ヶ月前にバス旅行中に乱暴されたという。訴訟ではさらに、ある別の生徒は学校でジョンソンを侮辱して乱暴した前科があったと主張され、この出来事はジョンソンの母親が以前の暴行について苦言を呈した後に、学校のコーチングスタッフや職員がいるところで起こったという。また、学校の職員は構内全域の生徒の行動を適切に監督することや、監視カメラが機能するように適切に維持管理することを怠ったとも主張された。
2014年8月、ある2人の兄弟の両親が雑誌『エボニー』に対して500万ドルの賠償を求める訴訟を起こした。エボニーでは2人の兄弟がジョンソンを殺害した犯人の可能性があると主張する記事が掲載されていた。2人の名前は伏せられていたものの、その代わりに詳細な情報を記載しており、2人の父親がFBIの局員であるということも記載していた。その記事では、保安官事務所に送られた匿名の電子メールを情報源としており、その内容はジョンソンが自分のガールフレンドと関係を持ったのを知った弟がジョンソンを殺害したというものだった。2人の両親は息子たちは事件に関係なく、被疑者とも考えられていないと断言しており、記事のために侮辱を受けたという。
2015年1月、ジョンソンの家族がディカーブ郡上級裁判所で38名に対して1億ドルの賠償を求める民事訴訟を起こした。被告には3人のジョンソンの同級生 (そのうちの2名もしくは3名は名指しされていない) 、ラウンズ郡の学校組織の監督者、バルドスタ・ラウンズ犯罪科学捜査研究所、バルドスタの警察の責任者、多数の保安官の代理人、バルドスタ市、州の監察医、ジョージア州捜査局、その5名の局員、1名のFBIの局員が指定された。訴訟では、FBIの局員が2人の息子と1人の同級生にジョンソンを襲うように命令したと主張されていた。ジョンソンの家族はジョンソンの死は他殺であり、被告は共謀して他殺であることを隠蔽したと主張した。ラウンズ郡検事のジム・エリオット (英: Jim Elliott) は、ジョンソンの家族の主張は事実無根であると声明し、返答は法廷で行うと述べた。ラウンズ郡上級裁判所の裁判官たちは皆この事件の裁判長になるのを回避して保身を図るため、ラウンズ郡で訴訟を起こさせないようにした。裁判官たちは、このような行動をとった理由は被告との関係性が近いためだったとした。そのような理由から、裁判長のハリー・J・オールトマン (英: Harry J. Altman) は、この裁判官たちがこの事件の裁判長になるのは不適切であると述べた。訴訟が起きて間もなく、ジョージア州中部地方検事のマイケル・J・ムーア (英: Michael J. Moore) は声明の中で、連邦政府の捜査はまだ終了しておらず、元々予想された以上に捜査は複雑なものになっており、終わるまでに時間がかかると述べた。その後、マイケル・J・ムーアは辞任し、地方検事のスティーヴン・デッテルバック (英: Steven Dettlebach) の主導の下、訴訟の場はオハイオ州北部地方へ移された。ジョンソンの訴訟を引き受けて間もなく、スティーヴン・デッテルバックは辞任した。このような地方検事の辞任が繰り返されたにもかかわらず、司法省のスポークスマンのマイケル・トービン (英: Michael Tobin) によれば、司法省の調査は続いていたという。
2015年11月、司法省はこの民事訴訟に干渉して延期するため、訴訟に対して申し立てを提出した。地方検事は、民事訴訟での証拠の捜査を続けようとすることで、連邦政府の捜査に「萎縮効果」をもたらしただろうし、これは存在する可能性のある障害の調査や、大陪審の証人の干渉にまで拡大したと述べた。司法省の申し立てが棄却された後、ジョンソンの両親は不法死亡訴訟を撤回し、司法省の捜査の結論が出た後に再度を訴訟を起こしたいと述べた。その後、両親は85万ドル以上の弁護士費用を求めて訴訟を起こされ、さらに名誉毀損による100万ドルの賠償を求めて提訴された。
2016年6月20日、司法省はジョンソンの死に関する犯罪の告発は行わないと宣言し、広範囲の調査の後、連邦捜査官は何者かがジョンソンの市民権を故意に侵害するなどの犯罪を犯したことを証明する十分な証拠は存在しないと判断したと声明した。
2017年8月10日、裁判官は、ジョンソンの家族とその代理人に、以前に撤回した訴訟で犯罪を犯したとして被告となった数十名に対して弁護士費用として292,000ドル支払うことを命じる決定を下した。